# 戴綸
戴綸，山東高密人，明朝官吏。
永樂年間，自昌邑訓導擢升禮科給事中，與翰林院編修林長懋俱侍皇太孫朱瞻基說書。明仁宗繼位后，朱瞻基為太子，戴綸升爲洗馬，仍侍講讀。因經常進諫，招致朱瞻基怨恨。明宣宗繼位后，加為兵部侍郎。因諫獵忤旨，命參贊交阯軍務。后因事被逮捕，下錦衣衛獄。朱瞻基親自鞫獄，戴綸抗辯，被打死。